# Église de la Sainte-Trinité de Khorochiovo
L'église de la Sainte-Trinité de Khorochiovo (en russe : Храм Тро́ицы Живонача́льной в Хорошёве) à Moscou est une église orthodoxe de l'éparchie de Moscou. Elle est construite en 1598, à la demande de Boris Godounov, dans le village de Khorochiovo, qui lui appartenait, sur le modèle du monastère de Donskoï et, probablement, par l'architecte Fiodor Kone. Le réfectoire et le clocher, plus tardifs, datent du XIXe siècle.
Elle est située dans le district Khorochiovo-Mniovniki de Moscou (Quai Karamychevskaïa, 15).

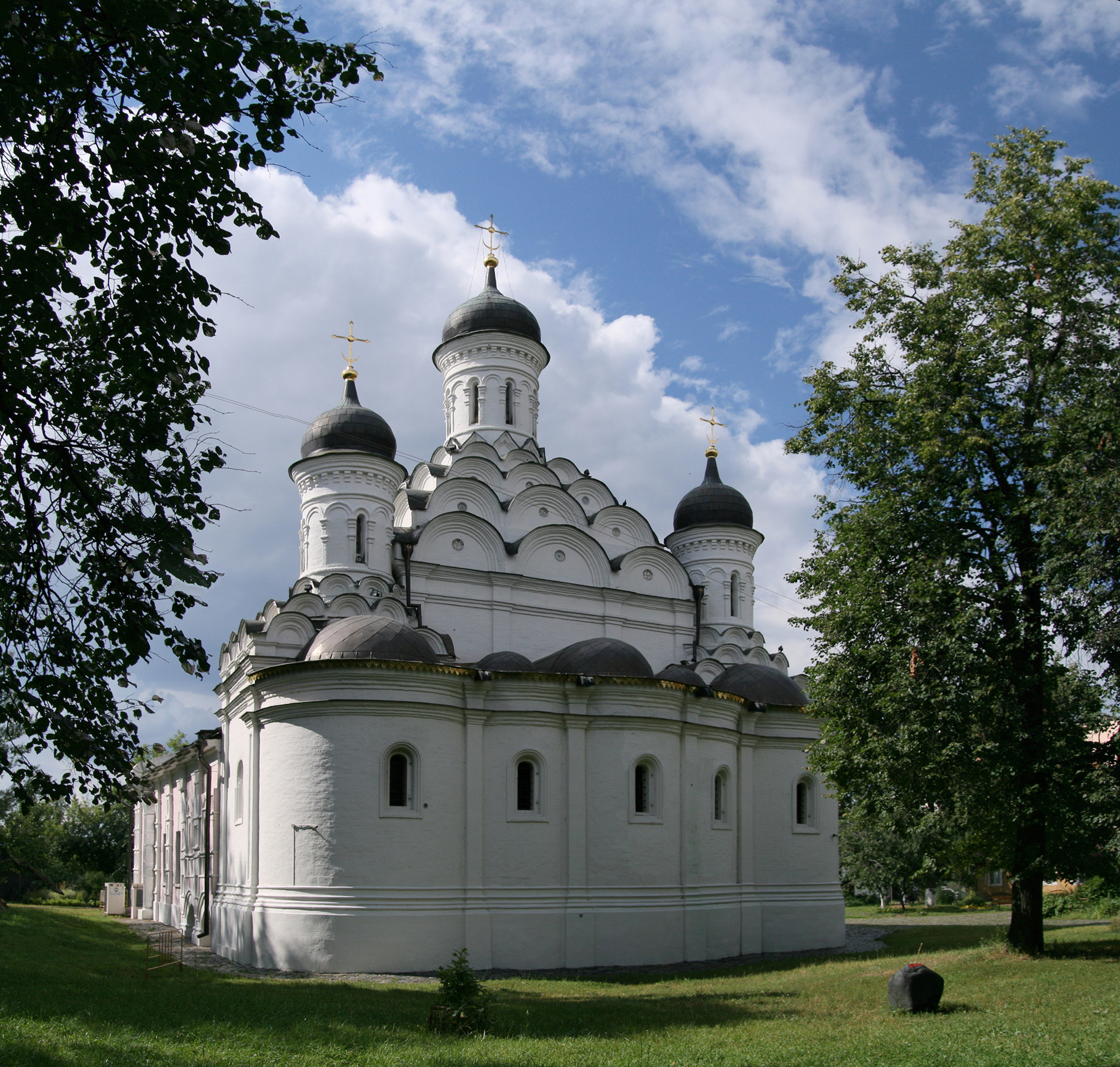
Absides et chapelles latérales

## Conception architecturale et histoire
L'architecture de l'époque de Boris Godounov produit des édifices aux proportions élégantes, décorés avec raffinement.
De l'ensemble se dégage une grande solennité. 
La partie principale de l'édifice est un dôme couronné de plusieurs niveaux de somptueux kokochniks. 
La combinaison de leurs rangées sur la partie centrale et sur les chapelles produit un effet très décoratif. 
Sur les côtés, sont adjointes deux chapelles symétriques décorées de même. Les murs et les absides sont garnis de fines lésènes et de corniches au profilage complexe.
Ces corniches et les plats en faïence de Rhodes inclus au centre des tympans des kokochniks sont d'une grande originalité.
Les fenêtres, qui étaient étroites à l'origine, ont été agrandies au XVIIe siècle en même temps que le paperte ouvert était transformé en une galerie circulaire. Au milieu du XVIIIe siècle (1764—1768), le clocher qui était vétuste, a été enlevé et remplacé par un nouveau qui est séparé des autres bâtiments et subsiste encore aujourd'hui. Cette transformation du clocher est due à Andreïan Afanasev et a fort modifié la perspective de l'ensemble : il l'a agrandi et rendu en même temps plus modeste quant aux décors. Un peu moins de cent ans plus tard, en 1845, la partie ouest a été enlevée et un nouveau réfectoire l'a remplacé qui est relié à l'église et au clocher. Selon certains renseignements, dès cette époque, les kokochniks ont été cachés par un simple toit en fer à quatre pans. Cela appauvrit considérablement l'esthétique de l'église. 

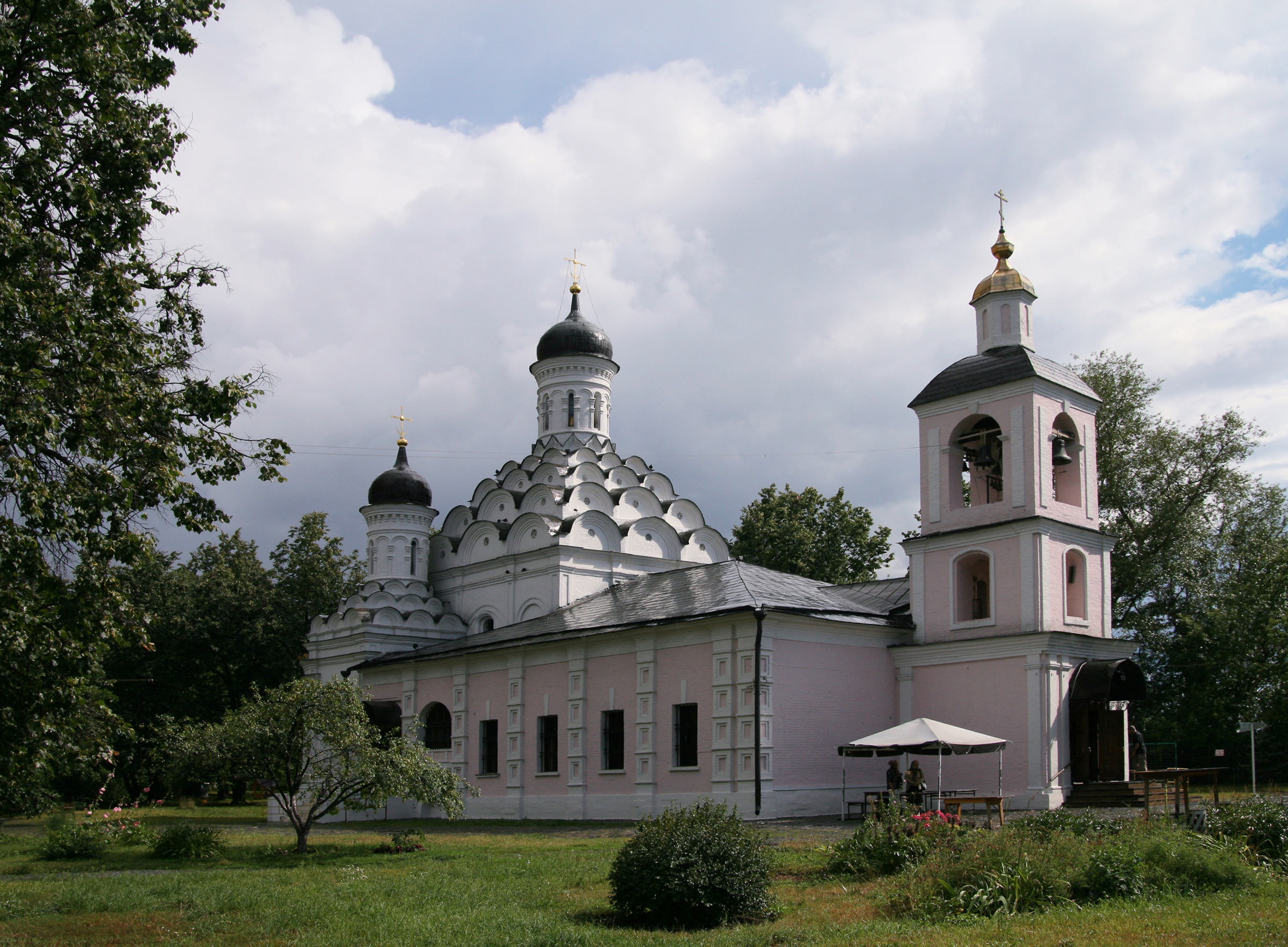
clocher et réfectoire

En 1939, l'église est fermée et laissée à disposition d'un club de kolkhoziens, puis il devient le local d'une consultation pour nourrissons.
En 1963—1964, sous la direction de l'architecte Boris Altchouller, l'église a été restaurée pour lui redonner partiellement son aspect originel. Mais il n'a pas été possible de recréer la partie du portail d'origine. Le réfectoire et le clocher n'ont pas été modifiés lors de cette restauration. Un atelier d' imprimerie offset y est installé.   
Dans les années 1990, les lieux sont rendus aux fidèles et en 1989 déjà, l'office de Pâques y est célébré.
L'église est retournée à cette époque au sein du patrimoine du Patriarcat de Moscou et de toute la Russie.
Dans ces lieux est particulièrement honorée une icône géorgienne de la Mère de Dieu.